# 館淳一
館 淳一（たて じゅんいち、1943年8月16日 - ）は、日本の小説家、官能小説家、雑学研究家、エッセイスト。日本文芸家クラブ会員、日本推理作家協会会員。

## 来歴
北海道稚内市出身。日本大学藝術学部放送学科卒業。
フリーライター、週刊誌アンカーマン（週刊プレイボーイ、週刊明星など）、フリー編集者、日本版PLAYB0Y（月刊プレイボーイ）などで生計をたてる傍らSM小説を書き、蘭光生に認められ1975年雑誌デビュー。以後、官能小説界で活動。著書は190冊(2017年6月時点）。

## 著書

### 1980年代
- 姦られる 二見書房 1981.10 (サラ・ブックス)  のちマドンナメイト
- 淫れる 二見書房 1982.3 (サラ・ブックス)  のちマドンナメイト
- 剥かれる 二見書房 1982.7 (サラ・ブックス)  のちマドンナメイト
- 闇から来た猟人 ミリオン出版 1982.11 (Sniper novels) のちフランス書院
- ナイロンの罠 ミリオン出版 1983.2- (Sniper novels)  のち双葉社
- 乱倫のバラード ミリオン出版 1983.6 (Sniper novels)
- 愛人秘書 マドンナメイト 1986.2
- 姉弟日記 フランス書院1986.6
- 兄と妹/犯された蜜獣 マドンナメイト 1986.8
- セーラー服恥じらい日記 マドンナメイト 1986.12 のち「――下着調べ」と共に「耳の端まで赤くして」と改題して幻冬舎より
- 黒いレースのニンフ ミリオン出版 1986.2 (Sniper novels)
- 養女 フランス書院 1987.1
- 継母・背徳の部屋 フランス書院 1987.5
- 凌姦 グリーンドア 1987.7
- 瑠美子妹十六歳 マドンナメイト 1987.9
- ロリータの鞭 ミリオン出版 1987.10 (Sniper novels)  のち太田新書
- ピーピング・ラブ 1 双葉社 1987.12
- セーラー服下着調べ 恥じらい日記2 マドンナメイト 1988.8
- 美人社長・二十九歳 フランス書院 1988.2
- 美雪・魔性の遍歴 フランス書院 1988.5
- 淫獣教育 グリーンドア 1988.8
- 女教師・露出授業 フランス書院 1988.10  「皮を剥く女」幻冬舎アウトロー
- 女教師・濡れた下着 フランス書院 1989.2
- セーラー服の泣かせ方 マドンナメイト 1989.2
- 姉と弟・畸形な関係 フランス書院 1989.3
- 淫獣の部屋 グリーンドア 1989.8
- 姉と弟淫らな下着 マドンナメイト 1989.10

### 1990年代
- 美姉・凌辱計画 フランス書院 1990.8
- 美母童貞教育 マドンナメイト 1990.8
- 姉・濡れた下着 グリーンドア 1990.8
- 姉と弟・監禁調教 フランス書院 1990.11
- 女医・秘密診察室 フランス書院 1990.2 「秘密診察室」幻冬舎アウトロー
- 華麗なる情事 桃園新書 1991.8
- 母娘蜜くらべ マドンナメイト 1991.9
- 美少女魔性の肌 グリーンドア 1991.9
- 姉弟・調教儀式 フランス書院 1991.12
- 姪と叔父奴隷日記 フランス書院 1991.3
- 姉と弟禁蝕の血淫 フランス書院 1991.6
- OL奴隷契約 1992.3 (フランス書院)
- 催淫責め兄と妹 1992.12 (マドンナメイト)
- 姉と弟・性隷の絆 フランス書院 1992.9
- 母と娘柔肉の報酬 グリーンドア 1992.8
- 悪魔の羞恥刑 1993.11 (フランス書院)
- 館淳一の黒い巨尻 マドンナメイトベストセレクション4 マドンナ社 1993.12
- 姉と弟女体洗脳責め マドンナメイト 1993.7　改題「美人教師と弟」
- 牝凌辱! 人妻淫蝕生活 フランス書院 1993.8
- 姉愛人契約 1993.8 (グリーンドア)
- 女医令子・姦虐病棟 1993.2 (フランス書院)
- 黒い下着の未亡人 1993.5 (フランス書院)
- 兄妹・凌辱交姦 1994.8 (フランス書院)
- 女社長震える柔肌 1994.8 (グリーンドア)
- 美少女緊縛獄舎 1994.2 (フランス書院)
- 姉弟相姦恥虐の奴隷市場 フランス書院 1994.11
- 女子大生黒い下着の牝奴隷 フランス書院 1994.5
- 姉童貞いじり マドンナメイト 1994.6
- 女教師の猥褻指導 マドンナメイト 1994.12
- 牝猫被虐のエクスタシー 1995.9 (グリーンドア)
- 美少女と魔少年 奴隷市場 1995.11 (フランス書院)
- 女神の双頭具 1995.6 (マドンナメイト)
- 近親の架刑 日本出版社 1995.12 (アップル・ノベルズ)
- 黒い下着の銀行員 淫鬼の調教計画 1995.5 (フランス書院)
- 大凌辱! 熟妻と美少女 1995.8 (フランス書院)
- 金曜日のレイプ 実姉相姦計画 1995.2 (フランス書院)
- 未亡人黒い下着の牝臭 蒼竜ノベルス 1995.12
- 未亡人母・黒い下着の罠 1996.3 (フランス書院)
- 近親の獣道 日本出版社 1996.11 (アップル・ノベルズ)
- 禁姉と弟・相姦の血族 フランス書院 1996.12
- 妹の肉玩具 1996.4 (マドンナメイト)
- 美姉と美弟・肛姦契約 1996.6 (フランス書院)
- 代理母童貞実験記 1996.1 (マドンナメイト)
- 魔性のインターネット 姉は生贄女子大生 フランス書院 1996.9
- 仮面の調教女肉市場 1996.8 (マドンナメイト)
- 嗜虐兄妹・魔虐姉妹 1997.3 (フランス書院)
- 母娘蜜啜り 1997.1 (マドンナメイト)
- 女子高生博物館 1997.7 (フランス書院)
- 生贄女子寮強姦魔 1997.8 (マドンナメイト)
- 「令嬢姉妹」愛奴創生  日本出版社 1997.10 (アップル・ノベルズ)
- 女子大生淫惑交戯 1997.8 (グリーンドア)
- 黒下着の人妻秘密の倒錯通信 1997.11 (フランス書院)
- 母と熟女と少年と魔肛の倒錯ネット 1998.8 (フランス書院)
- 肛姦未亡人 秘悦に溺れる美少年 1998.3 (フランス書院)
- 猥褻騎乗叔母の童貞しぼり 1998.3 (マドンナメイト)（週プレ連載『僕のどきどきサイバーネット』）
- オフィス狩り淫虐の性獣契約 1998.10 (マドンナメイト)
- セクレタリ 愛人 幻冬舎 1999.12（マドンナメイト「愛人秘書」改題 ）
- 牝奴隷美少女・恥虐のセーラー服 1999.10 (フランス書院)
- 相姦姉の濡れ下着 1999.7 (マドンナメイト)
- 継母と美姉弟・監禁飼育 1999.1 (フランス書院)
- 美人社長肉虐の檻 1999.11 (マドンナメイト)
- 女高生制服の秘肛奴隷 1999.4 (マドンナメイト)
- 悪魔のインターネット制服美少女を凌辱せよ!  フランス書院 1999.5

### 2000年代
- 姉・濡れた下着 2000.6 (グリーンドア)
- 新妻・凌辱後遺症 私はあの倒錯が忘れられない… フランス書院 2000.8
- 女子大生監禁 インセスト官能ロマン 日本出版社 2000.12 (アップル・ノベルズ)
- 倒錯未亡人 2000.4 (フランス書院)
- 兄と妹蜜縄奴隷 2000.4 (マドンナメイト)
- 亜梨紗・二十五歳 肛虐に啼いて… マドンナメイト 2000.10
- 若妻と妹と少年 悦虐の拷問室 マドンナメイト 2001.7
- 美人助教授と人妻 倒錯の贄 マドンナメイト 2001.10
- 美少女魔性の肌 2001.1 (グリーンドア)
- 美母は肛虐肉奴隷 マドンナメイト 2001.2
- 奴隷未亡人と少年 開かれた相姦の扉 フランス書院 2001.5
- 甘媚な儀式 マドンナメイト 2002.7
- 美肉狩り マドンナメイト 2002.10
- 媚肉の報酬 美女の特別肉奉仕勤務 ベストロマン 2002.9
- 愛淫 2002.9 (桃園)
- 妻の調教 2002.4 (グリーンドア)
- 熟女狩り マドンナメイト 2002.2
- 女神の快楽玩具 マドンナメイト 2003.2
- 女神たちの館 マドンナメイト 2003.6
- 淫色 2003.6 (桃園)
- 肉奴調教 人気官能作家ベスト作品集 竹書房 2003.12
- 清純派アイドル 特別レッスン マドンナメイト 2003.12
- アイドル女優 ぼくの調教体験 マドンナメイト 2004.6
- 姉と鞭 2004.12 (幻冬舎アウトロー)
- メル奴の告白 2005.9 (太田出版)
- 特命OL 淫らなプロジェクト マドンナメイト 2005.4
- 館淳一の秘巻7篇 官能の淫髄 永田守弘編 2005.8 (河出i文庫)
- 美人オーナー密室監禁 マドンナメイト 2005.10
- つたない舌 2005.10 (幻冬舎アウトロー)
- 生贄の制服 美少女と美少年悦楽の奴隷調教 2005.12 (太田新書)
- 触診 2005.12 (幻冬舎アウトロー)
- 卒業 2005.6 (幻冬舎アウトロー)
- 母の寝室 2006.5 (二見書房)
- 目かくしがほどかれる夜 2006.12 (幻冬舎アウトロー)
- 淫霧 2007.2 (徳間書店)
- 秘密サロン 2007.4 (二見書房)
- 魅入られて 2007.9 (双葉社)
- 誘惑 2007.10 (二見書房)
- 蜜と罰 2007.12 (幻冬舎アウトロー)
- 誘う鏡 2008.3 (廣済堂)
- 教授夫人の素顔 2008.3 (二見書房)
- 姉の秘蜜 ベスト官能作品集 竹書房ラブロマン 2008.6
- 失踪催淫プログラム 2008.7 (二見書房)
- 地下室の姉の七日間 2008.6 (幻冬舎アウトロー)
- 赤い舌の先のうぶ毛 2008.12 (幻冬舎アウトロー）
- 欲望百貨店へようこそ 双葉社 2009.1
- 母の密戯 二見書房 2009.1
- 淫らなお仕置きをいかが? 傑作エロス短編集 2 双葉社 2009.4
- 夜の手ほどき 二見書房 2009.7
- 愛の調教をください! 傑作エロス短編集 3 双葉社 2009.7

### 2010年代
- 囚われの部屋 二見書房 2010.1
- 美母 秘めた情事	竹書房/長編	2010.1
- 欲望パラダイス 館淳一夢見山作品集	双葉社/短編集	2010.5
- 夜のオフィス 	二見書房/長編	2010.6
- 夜の写生会 	幻冬舎/長編	2010.8
- 煽情マーメイド 館淳一汐見作品集 	双葉社/短編集	2010.8
- ロリータの鞭 	無双舎/短編集	2010.9
- 女社長の寝室 	幻冬舎/短編集	2010.12
- 甘い欲悦	双葉社/短編集	2011.1
- 母娘におしおき 	二見書房/長編	2011.1
- 地味な未亡人 	幻冬舎/長編	2011.6
- 伯父様の書斎 	幻冬舎/長編	2011.12
- 純白のガーターベルト 	双葉社/長編	2012.1
- 継母の純情 	幻冬舎/長編	2012.6
- 誘惑貴夫人 	二見書房/長編	2012.7
- キラー・レディ伝説	イースト・プレス/長編	2012.10
- 十字架の美人助教授 	幻冬舎/長編	2012.12
- 危険なレッスン	コスミック出版/短編集	2013.2
- 狙われた女子寮 	幻冬舎/長編	2013.6
- 秘囚	双葉社/長編	2013.7
- 食蟲花の夜	コスミック出版/短編集	2013.11
- 夫には秘密	幻冬舎/長編	2014.42014.9
- 耳の端まで赤くして	幻冬舎/長編	2014.9（「セーラー服恥じらい日記」「セーラー服下着調べ」改題　児ポ法対応のため）
- 未亡人の秘密下着の罠	イースト・プレス/長編	2015.1
- 姉のスカートはいつも短すぎる	幻冬舎/長編	2015.6
- 姉の中指、妹の濡れ指	双葉社/長編	2015.8
- 凶獣は闇を撃つ	双葉社/長編	2016.4
- 地下室の二人	双葉社/長編	2016.11
- 従順な喘ぎごえ	幻冬舎/長編	2016.12
- 庶務課淫らミッション	二見書房/長編	2017.3
- 熟女を狩る 淫ら顧客サポート 	二見書房/長編	2017.9
- 僕のアイドル初調教	二見書房/長編	2017.11
- 清純派アイドル夜の素顔	二見書房/　2018.2（「清純派アイドル 特別レッスン」改題）
- 純白のガーターベルト　新装版	双葉社/ 2018.6
- 女神のストッキング	二見書房/2018.6
- 先生の淫笑	二見書房/2018.11
- 美人社長の肉体調査	二見書房/2019.5
- 人妻と妹と	二見書房/2019.8
- 叔母の要求	二見書房/2021.4

## 映像化原作
- 緊縛獄舎	新東宝	1982年	監督・高橋伴明、主演・丘なおみ
- 猟色・サロメの唇	日活	1984年	主演・渡辺良子
- 愛欲の生贄	ミリオン出版	1991年
- 女教師「レイプ」教室	マドンナ社	1996年
- 嬲られる姉（おんな）	シネマポイント	1996年	主演：吉行由美、杉下なおみ
- ザ・レイプ「淫魔の生贄」	マドンナ社	1998年

## コミック原作
- 男が読む女の被虐愛	宙出版	1999.12	つか絵 夢子 (著)

## 関連web
- 館淳一の「いろ艶筆」
- 週刊プレイボーイが100万部雑誌になった原動力は館淳一の文章に負うところが大だった「現代ビジネスプレミアム」講談社